# Dynastie Tughlakovců
Dynastie Tughlakovců (persky تغلق شاهیان) vládla v Dillíském sultanátu v letech 1320 až 1414. Tughlakovský stát ovládl většinu Indického subkontinentu.

## Historie
Zakladatelem dynastie byl Ghází Malik, původně otrok turecko-hindského původu, který se stal za vlády dynastie Chaldží vysokým důstojníkem; 6. září 1320 porazil v bitvě u Indarpatu uzurpátora Chusrau Chána a prohlásil se vladařem Dillí pod novým jménem Ghijásuddín Tughlak. Založil sídelní město Tughlakábád (dnes dillíské předměstí). Zahynul v roce 1325, když se na něj zřítil zvláštní pavilon, postavený na jeho počest po návratu z úspěšného tažení do Bengálska. Údajně šlo o léčku, kterou na něj nastražil jeho syn Muhammad bin Tughlak, aby se zmocnil vlády. 

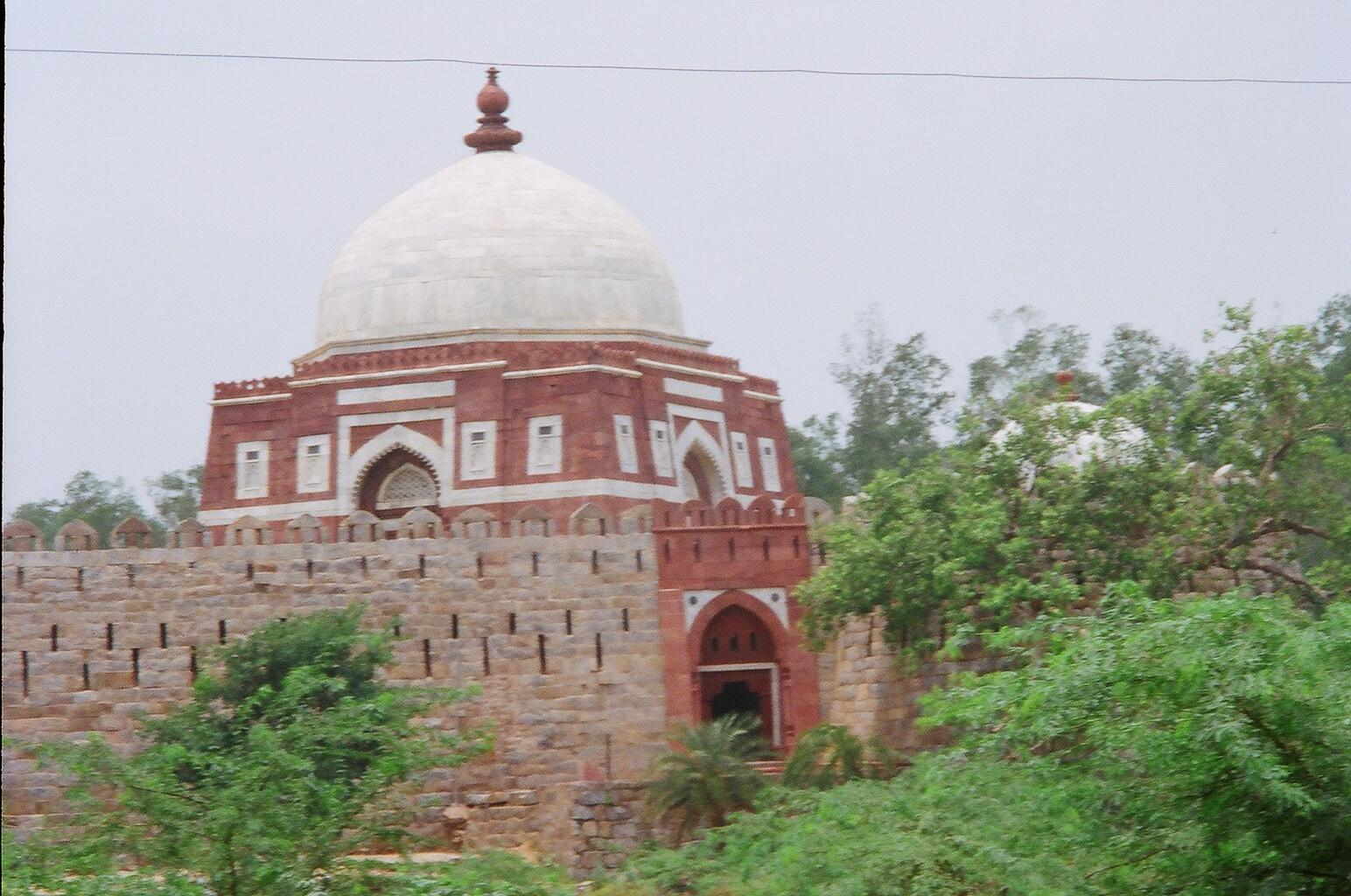
Mauzoleum Ghijásuddína Tughlaka

Muhammadova vláda trvala 26 let a podařilo se mu vytvořit ohromnou říši, k níž patřil skoro celý indický subkontinent kromě nejzazšího jihu a hornatých oblastí na východě (dnešní Urísa a Čhattísgarh); stát měl rozlohu okolo 3 200 000 km². Zároveň se Muhammadova vláda vyznačovala mimořádnou brutalitou: udržet nadvládu úzké muslimské elity nad hinduistickou většinou bylo možné jen krutostí a zastrašováním. Ibn Battúta popisuje, jak se v roce 1327 panovník rozzlobil na obyvatele Dillí, kteří se mu nezdáli dostatečně oddaní, a rozhodl o přenesení hlavního města do Daulátábádu v dnešním státě Maháráštra, kam se všichni obyvatelé Dillí museli pěšky přesunout. Na dlouhém hladovém pochodu zemřely tisíce lidí. Dalším extravagantním počinem Mohammada bin Tughlaka bylo rozhodnutí o nahrazení stříbrných mincí mosaznými, které vedlo ke znehodnocení měny a následnému hladomoru. Jeho následník, synovec Firúz Šáh, vládl mírněji a dosáhl stabilizace poměrů i hospodářského růstu. Po jeho smrti však došlo k bojům o moc a oslabení centrální vlády. 
V roce 1398 napadl Indii Timúr Leng, který dobyl a vyplenil Dillí (viz bitva o Dillí). I když město zase opustil, tughlakovský stát se už z této katastrofy nevzpamatoval a v roce 1414 se dostal k moci Chizr Chán, který založil dynastii Sajjídovců.

## Seznam panovníků
- Ghijásuddín Tughlak Šáh I. (1320 – 1325)
- Ghijásuddín bin Tughlak (1325 – 1351)
- Mahmúd ibn Muhammad (1351)
- Firúz Šáh Tughlak (1351 – 1388)
- Ghijásuddín Tughlak II. (1388 – 1389)
- Abú Bakr Šáh (1389 – 1390)
- Násiruddín Muhammad Šáh III. (1390 – 1393)
- Sikandar Šáh I. (březen – duben 1393)
- Mahmúd Násiruddín II. (1393 – 1413)
- Nusrat Šáh (1413 – 1414)